# 東光寺 (郡山市)
東光寺 （片假名：とうこうじ），位於福岛县郡山市湖南町中野的真言宗豐山派寺院。以擁有日本東北最大的阿弥陀佛木雕坐像「中地大佛」知名。

## 概要
相傳是從在1053年 (天喜元年)， 進攻会津地区的源義家為了感謝神佛的加持保佑和對戰死的人的供養，在中地村的山中建立佛堂、安置佛像開始 。
安放的「中地大佛」是福岛县的指定有形文化資產，此外，在该区域內直径约280cm的「大佛的櫸樹」（大仏のケヤキ）也是福岛县指定的自然紀念物 ，「中地大佛境內的大櫸木和大檜木」，也被指定為郡山市自然紀念物。

## 中地大佛

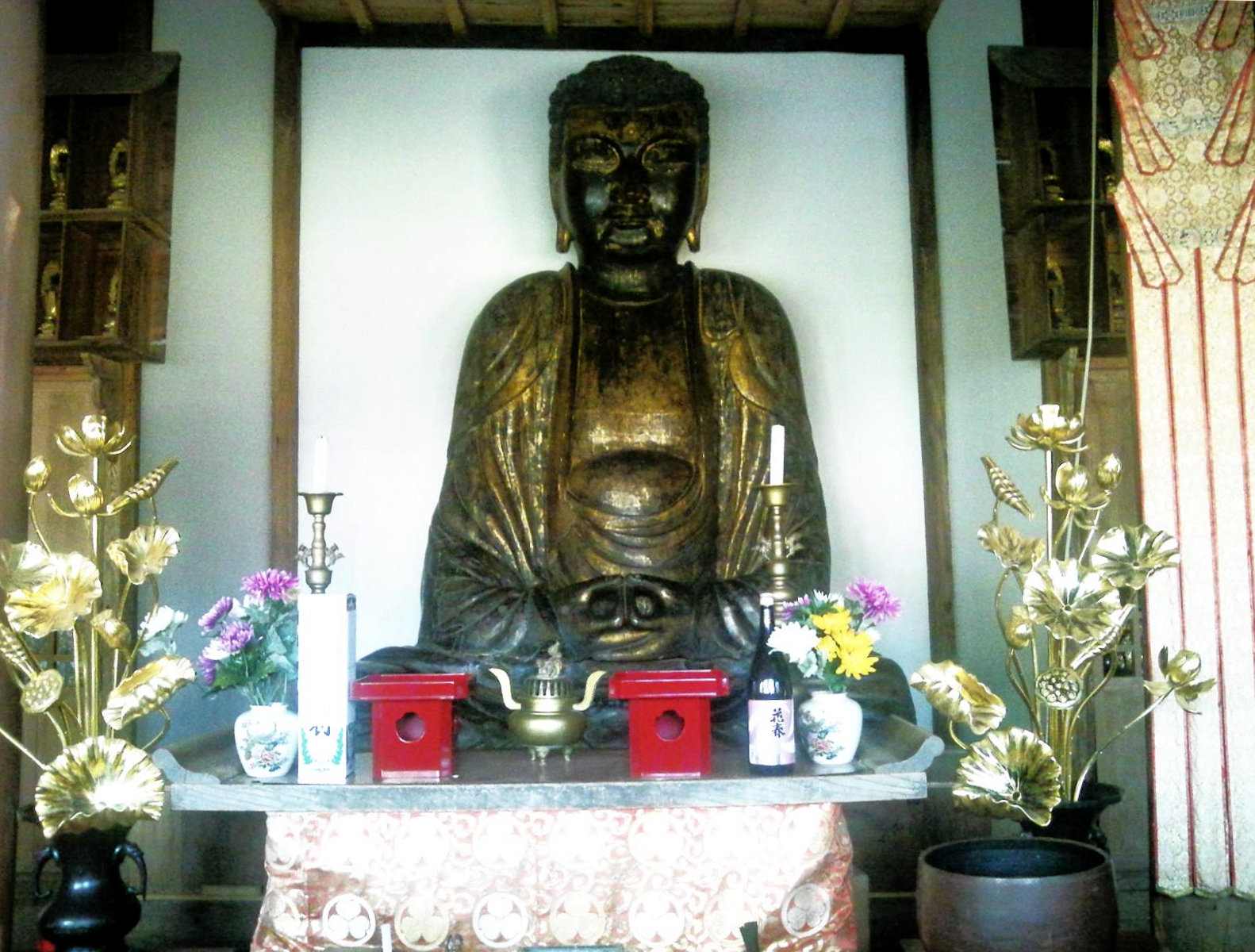
中地大佛

安置在東光寺，高度约3米，以鑲木細工和表面上漆完成阿彌陀佛像，據說是日本东北地区最大的坐像。 
相傳是源義家從 三森峠 往會津地區進攻时為感謝的神佛加持庇護，在中地村的東方山上建立了寺庙而安放於此。
之後遭遇火災，從寺廟救出時肩部部分被削落，除了肩寬變窄外，為了預防再次遇到火災，被放在木車之上。
明亮的時候，可以从该窗口看到佛像，但若需要近距離參觀必須事前詢問。